# Макгрегор (Тексас)
Макгрегор (енгл. McGregor) град је у америчкој савезној држави Тексас. По попису становништва из 2010. у њему је живело 4.987 становника.

## Демографија
Према попису становништва из 2010. у граду је живело 4.987 становника, што је 260 (5,5%) становника више него 2000. године.
| Група             | 2000.         | 2010.         |
| Белци             | 2.836 (60,0%) | 2.623 (52,6%) |
| Афроамериканци    | 545 (11,5%)   | 434 (8,7%)    |
| Азијати           | 18 (0,4%)     | 8 (0,2%)      |
| Хиспаноамериканци | 1.289 (27,3%) | 1.852 (37,1%) |
| Укупно            | 4.727         | 4.987         |